# Green Light Ride
| Оценки критиков | Оценки критиков |
| Источник        | Оценка          |
| --------------- | --------------- |
| Amazon          | 5/5             |

«Green Light Ride» (с англ. — «Поездка на зелёный свет») — главная тема Team Sonic Racing в исполнении Crush 40, вышедшая синглом в 2018 году. Это пятый официальный цифровой сингл группы. Написанный Дзюном Сэноуэ и Джонни Джиоэли, он знаменует возвращение группы к франшизе со времен Sonic and the Black Knight 2009 года (исключая ремиксы для Sonic Generations 2011 года). Первоначально она появилась в официальном трейлере игры 30 мая 2018 года, оборвавшись перед вокалом. Хотя подробности трека не сообщались, фанаты предположили, что за этим треком стояла группа. Crush 40 были подтверждены для трека и для игры 11 июня 2018 года с выпуском трейлера E3, в котором дебютировала короткая версия. В конце видео можно увидеть штамп с надписью «С участием музыки Crush 40». Песня была взята из альбома Team Sonic Racing Trailer Music Selection. Полная версия песни присутствует на альбомах Maximum Overdrive — Team Sonic Racing Original Soundtrack и Driving Through Forever — The Ultimate Crush 40 Collection.
Ремиксы трека можно услышать в меню игры. Песня воспроизводится в цикле, пока игроки участвуют в гонках на трассах для пробного времени. В тексте песни содержится явная и последовательная ссылка на акцент игры на командных гонках — используются такие слова, как «мы» и ссылка на «быть здесь с тобой».
Сингл можно приобрести в iTunes, YouTube Music и Amazon, а также послушать на Spotify.

## История создания
Первоначально песня называлась «Midnight Ride» (с англ. — «Полуночная поездка») и содержала другие тексты. Джиоэли, ведущий вокалист и автор песен группы, заявил во время интервью TooManyGames с TSSZ, что SEGA отклонила как текст, так и название. Он утверждает, что этого не происходило в течение «20 с лишним лет», когда Crush 40 создавали музыку для SEGA, начиная ещё с 1998 года, когда группа сформировалась для NASCAR Arcade. Первоначальных записей песни больше не существует, так как она была удалена с телефона певца до съезда.

По словам Джиоэли:
«Я получаю это электронное письмо от Дзюна, он сказал: „О-о, тексты отклонены“, и в тот день у нас сессия записи … инженеры, студии в Нью-Йорке, вы знаете, сколько это стоит, и я такой, хо-леее….»

Вся песня была переписана в тот же день и записана за два с половиной часа.

## Версии
- Сингл — «Short Version» трека была выпущена на Amazon, iTunes, Spotify и Google Play Music 27 декабря 2018 года после её загрузки на официальный канал Sonic the Hedgehog YouTube и аккаунт в Twitter. Это знаменует собой дебют группы в Google Play Music. Полная версия была выпущена вместе с саундтреком к игре Team Sonic Racing: Maximum Overdrive 29 мая 2019 года. Темп песни — 129 ударов в минуту, тональность — Ре мажор, а продолжительность — 1 минута 40 секунд.[3]
- Альбомная версия — Полная версия песни, которая вышла на альбоме Team Sonic Racing: Maximum Overdrive 29 мая 2019 года, а впоследствии и в сборнике  Driving Through Forever — The Ultimate Crush 40 Collection. Темп песни — 187 ударов в минуту, тональность — Ля мажор, а продолжительность — 4 минуты 37 секунд[4] (в сборнике Driving Through Forever — The Ultimate Crush 40 Collection продолжительность песни составляет 4 минуты 35 секунд[5], а в цифровом сборнике Sonic the Hedgehog Non-Stop Music Selection Vol. 4 песня длится  4 минуты 31 секунд[6]).
- Racing Mix. — Эта версия отличается от альбомной версии тем, что имеет другое вступление. Темп песни — 187 удара в минуту, тональность — Ре мажор, а продолжительность — 4 минуты 43 секунд.[7]
- Opening ver. — Сокращенная версия Crush 40, использованная в качестве опеннинга к игре Team Sonic Racing. Темп песни — 187 ударов в минуту, тональность — Ре мажор, а продолжительность — 1 минута 50 секунд.[8]
- The Qemists Scores Remix— Ремикс от The Qemists. Темп песни — 87 удара в минуту, тональность — Ре минор, а продолжительность — 3 минуты 58 секунд.[9]
- Wall5 Remix  — Ремикс от Wall5. Темп песни — 93 удара в минуту, тональность — Фа минор, а продолжительность — 4 минуты 3 секунды.[10]
- Tyler Smyth Remix — Ремикс от Тайлера Смита. Темп песни — 150 ударов в минуту, тональность — Ре минор, а продолжительность — 2 минуты 57 секунд.[11]
- Live-версия — Концертная версия, записанная 23 июня 2021 года, когда Sega провела цифровой концерт в честь 30-летия франшизы Sonic, с Crush 40 в качестве одного из участников, наряду с Пражским филармоническим оркестром и группой Tomoya Ohtani.[12][13][14][15][16] Концертный альбом был выпущен на цифровых потоковых сервисах в сентябре того же года.[17] Темп песни — 93 удара в минуту, тональность — Ля мажор, а продолжительность — 2 минуты 13 секунд.[18]

## Список композиций
| №  | Название                           | Длительность |
| -- | ---------------------------------- | ------------ |
| 1. | «Green Light Ride» (Short Version) | 1:40         |

## Участники записи

### Crush 40
- Дзюн Сэноуэ — гитары
- Джонни Джиоэли — вокал

### Приглашённые музыканты
- Такэси Танэда — бас-гитара
- Акт. — ударные[19]

## Связь с игрой
- Строчка "Together moving on" - Одна из основных механик Team Sonic Racing заключается в том, что игроки соревнуются как команда.
- Строчка "We've got the strength we need" - Одним из типов игровых персонажей является Power-Type.
- Строчка "We hold a leaded foot"- Ещё одним типом игрового персонажа является Technique-Type.
- Строчка "We're one together" - Когда участвуешь в командных гонках, команды, по сути, работают вместе, как единое целое.
- Строчка "You need a little more / A little push and fight / Can you feel our fuel / As we ignite" - Участвуя в командных гонках, команда набирает силу, чтобы раскрыть всю свою Мощь.